# Teatr Imka

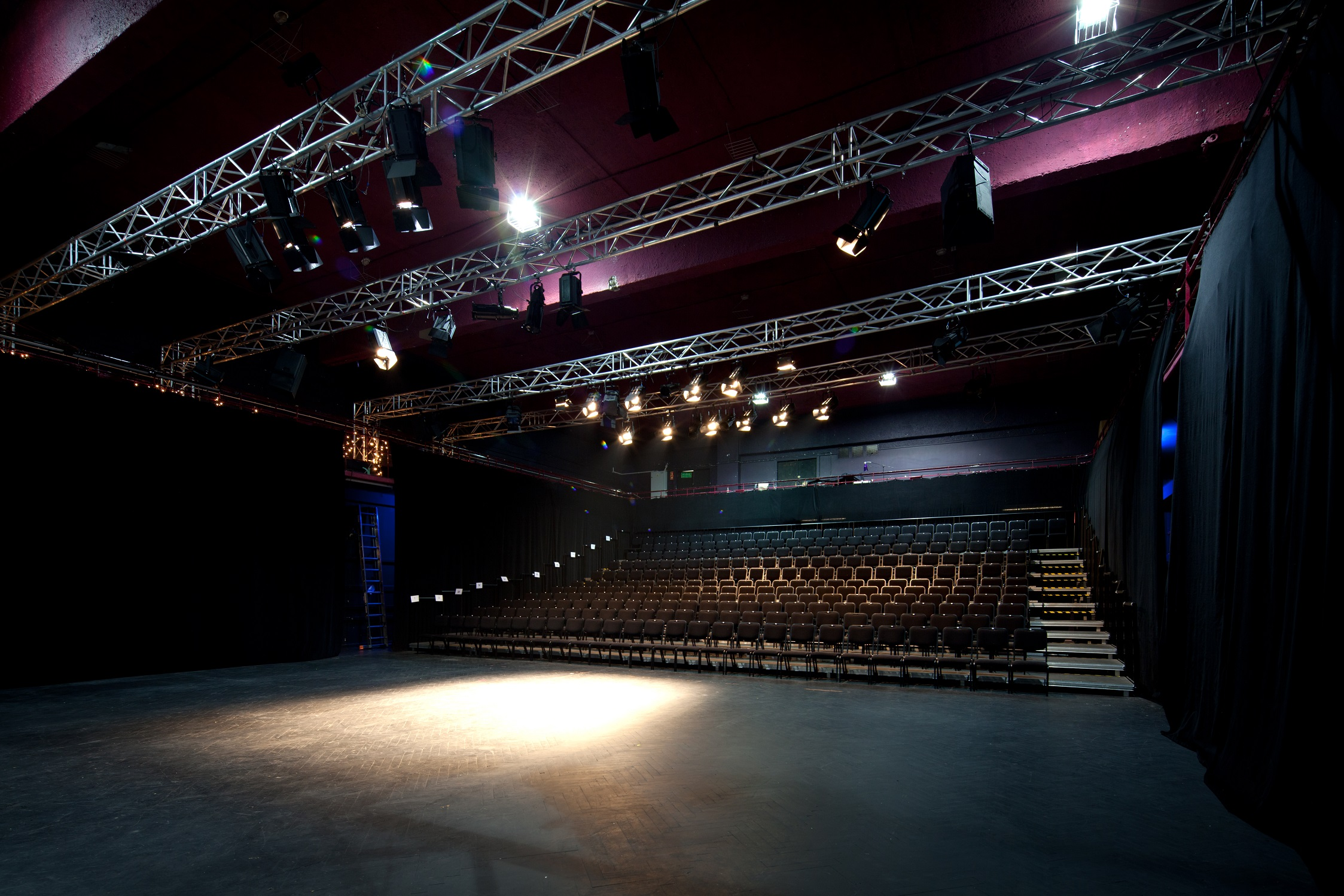
Widownia w pierwszej siedzibie teatru

Teatr Imka (zapis stylizowany: Teatr IMKA) – prywatny teatr w Warszawie, założony w marcu 2010 roku przez aktora Tomasza Karolaka.
Pierwsza scena Teatru IMKA mieściła się w przedwojennej siedzibie międzynarodowej organizacji YMCA w budynku przy ulicy Marii Konopnickiej 6, przy placu Trzech Krzyży. W czerwcu 2020 roku scenę Teatru IMKA przeniesiono do budynku przy ul. Kocjana 3 w dzielnicy Bemowo.
W Teatrze IMKA wystawiane są sztuki Mikołaja Grabowskiego, Krystiana Lupy, Mai Kleczewskiej, Moniki Strzępki, Marka Kality, Krzysztofa Materny, Artura Tyszkiewicza, Remigiusza Brzyka, Łukasza Kosa, Piotra Siekluckiego, Michała Siegoczyńskiego i Tomasza Karolaka (Dyrektora Artystycznego Teatru IMKA).
W 2014 roku minister kultury i dziedzictwa narodowego Małgorzata Omilanowska odznaczyła Brązowym Medalem „Zasłużony Kulturze Gloria Artis” Dyrektora Artystycznego Teatru IMKA – Tomasza Karolaka. W 2013 Teatr IMKA zainicjował organizację Festiwalu POLSKA W IMCE (organizowany jest we współpracy z Ministerstwem Kultury i Dziedzictwa Narodowego).

## Historia
Teatr IMKA powstał w marcu 2010 roku podczas prób do spektaklu „O północy przybyłem do Widawy, czyli opis obyczajów III”. Trzecia część cyklu „Opis obyczajów” w reżyserii Mikołaja Grabowskiego to spektakl założycielski, spektakl-legenda, który od lat nie schodzi z afisza. Pierwsza premiera spektaklu odbyła się w Rzeczycy – 19 marca 2010, druga podczas XII Ogólnopolskiego Festiwalu Sztuki Reżyserskiej INTERPRETACJE w Katowicach – 21 marca 2010 a trzecia w Teatrze IMKA – 28 marca 2010.
W tym samym roku miały miejsce premiery „Sprzedawców gumek” Hanocha Levina w reżyserii Artura Tyszkiewicza oraz „Dzienników” Witolda Gombrowicza w reżyserii Mikołaja Grabowskiego. W trakcie przerwy wakacyjnej (26 lipca – 13 sierpnia 2010) zrealizowane zostały warsztaty „Letnia szkoła aktorstwa filmowego i telewizyjnego w Teatrze IMKA” – projekt współfinansowany ze środków Miasta Stołecznego Warszawy. Warsztaty były kontynuowane w kolejnych latach.
W 2011 roku swoją premierę miały „Wodzirej” w reżyserii Remigiusza Brzyka oraz „Generał” w reżyserii Aleksandry Popławskiej i Marka Kality. Za „Generała” Teatr IMKA otrzymał wyróżnienie w rankingu „Najlepszy, najlepsza, najlepsi w sezonie 2010/2011” miesięcznika „Teatr” m.in. w kategorii „Najlepsza nowa polska sztuka”. W IMCE reżyseruje również Krzysztof Materna – satyryk, reżyser, aktor. Powstaje grany do dziś na deskach teatru spektakl „Henryk Sienkiewicz. Greatest Hits”.
Kolejne lata to szereg koprodukcji Teatru IMKA z największymi scenami w Polsce. W koprodukcji z Nowym Teatrem w Warszawie powstał „Ichś Fiszer” (2012) w reżyserii Marka Kality. W koprodukcji z Teatrem Łaźnia Nowa w Krakowie powstał pierwszy w Polsce serial teatralny „Klątwa, odcinki z czasu beznadziei” (2014) w reżyserii Moniki Strzępki oraz „Maciej Korbowa i Bellatrix” (2015) w reżyserii Krystiana Lupy. W 2014 roku w koprodukcji z Teatrem Muzycznym Capitol we Wrocławiu i Teatrem Polskim im. H. Konieczki w Bydgoszczy powstał spektakl „Cienie. Eurydyka mówi:” w reżyserii Mai Kleczewskiej. Wówczas na deskach teatru zadebiutowała Kasia Nosowska, wokalistka zespołu Hey.
Od 2013 roku w Teatrze IMKA odbywa się Festiwal POLSKA W IMCE. Selekcjonerem Festiwalu jest Jacek Cieślak – krytyk teatralny, publicysta „Rzeczpospolitej”. Producentką Festiwalu jest Ewa Jedynasty.
W 2014 roku Teatr IMKA we współpracy z Fundacją Edukacyjną Jana Karskiego w Warszawie, Laboratory for Global Performance and Politics przy Uniwersytecie Georgetown w Waszyngtonie oraz StreetSign Center for Literature and Performance, Chapel Hill, North Carolina przygotował sceniczne czytanie sztuki dedykowane Janowi Karskiemu „Remember this: walking with Jan Karski” w reżyserii Dereka Goldmana. W roli głównej wystąpił David Strathairn.
W marcu 2015 roku Teatr IMKA wystawił „Dzienniki” w Copernicus Center w Chicago w Stanach Zjednoczonych.
W latach 2015–2020 w zakresie wielu koprodukcji m.in. z Teatrem Gudejko oraz Teatrem Garnizon Sztuki na scenie IMKI przedstawiono wiele spektakli zarówno z klasyki dramatu jak i lekkich, pozytywnych komedii w ramach projektu „IMKA Light”.
W 2020 roku Teatr IMKA stracił swoją siedzibę, przy ul. Konopnickiej 6 w Warszawie, na rzecz Teatru Garnizon Sztuki w wyniku wypowiedzenia umowy najmu przez właściciela budynku, z końcem czerwca 2020 roku, co budziło skrajne emocje medialne. Od czerwca 2020 roku scenę Teatru IMKA przeniesiono do budynku przy ul. Kocjana 3 w dzielnicy Bemowo.
20-21 lutego 2021 roku, wystawiono na nowej scenie Teatru IMKA, przy ul. Kocjana 3 w Warszawie jako przedstawienie inauguracyjne (w rygorze sanitarnym, z powodu pandemii Covid-19) w polskiej adaptacji, hiszpańską bajkę dla dzieci „Byk Ferdynand” inspirowaną bestselerem „Byczek Fernando” Munro Leafa z 1936 roku. Scenariusz i reżyseria: Tomasz Karolak, muzyka: Jakub Przebindowski, choreografia: Anna Iberszer, kostiumy: Zuzanna Markiewicz. Zagrali: Tomasz Karolak, Viola Kołakowska, Anna Iberszer, Maria Dejmek, Michał Barczak, Natalia Klimas, Robert Kochanek i Aleksandra Nowicka. Spektakl inauguracyjny zakończył Tomasz Karolak specjalnymi podziękowaniami dla widzów oraz zaproszeniem na scenę niepełnosprawnego poety Pawła Księżaka, któremu podziękował za zainicjowanie pomysłu i pomoc w ulokowaniu sceny IMKI na Bemowie jako pierwszego zawodowego teatru w tej dzielnicy Warszawy.

## Spektakle repertuarowe
- Ayrton Senna da Silva, tekst Robert Bolesto, reżyseria Łukasz Kos; Teatr IMKA, premiera 15 grudnia 2013 r.
- Bielska. Boczarska. Grabowski. Karolak., spektakl inspirowany dramatami m.in.: „Kto się boi Virginii Woolf”, „Rzeź”, „Sceny z życia małżeńskiego”, reżyseria Mikołaj Grabowski; Teatr IMKA, premiera 23 lutego 2013 r.
- Cienie. Eurydyka mówi:, tekst: Elfriede Jelinek „Schatten (Eurydike sagt)”, reżyseria Maja Kleczewska; koprodukcja Teatr Muzyczny Capitol we Wrocławiu, 35. Przegląd Piosenki Aktorskiej (premiera 20 marca 2014 r.), Teatr Polski im. H. Konieczki w Bydgoszczy (premiera 26 marca 2014 r.), Teatr IMKA (premiera 3 czerwca 2014 r.) Mecenasem Głównym Spektaklu jest Griffin Art Space oraz Dom Handlowy Renoma we Wrocławiu.
- Dzienniki, na podstawie „Dzienników” Witolda Gombrowicza, scenariusz i reżyseria Mikołaj Grabowski; Teatr IMKA, premiera 21 grudnia 2010 r.
- Generał, tekst: Jarosław Jakubowski, reżyseria Aleksandra Popławska, Marek Kalita; Teatr IMKA, premiera 21 kwietnia 2011 r.
- Hamlet, tekst William Shakespeare „Hamlet”, adaptacja i reżyseria Joanna Drozda; Teatr IMKA, premiera 9 kwietnia 2015 r.
- Henryk Sienkiewicz. Greatest Hits, scenariusz i reżyseria Krzysztof Materna, teksty piosenek Maciej Stuhr; Teatr IMKA, premiera 9 grudnia 2011 r.
- Ichś Fiszer, tekst: Hanoch Levin „Ikhsh Fisher”, adaptacja i reżyseria Marek Kalita; koprodukcja Teatru IMKA i Nowego Teatru z Warszawy, premiera 28 października 2012 r.
- JA – Rockowy lot Arkadiusza Jakubika i zespołu Dr Misio, reżyseria Michał Siegoczyński; Teatr IMKA, premiera 16 września 2010 r.
- Klątwa, odcinki z czasu beznadziei | E01: Don’t mess with Jesus | E02: Lekcja religii | E03: Sabat dobrego domu', reżyseria Monika Strzępka, tekst Paweł Demirski; koprodukcja Teatru IMKA i Teatru Łaźnia Nowa z Krakowa; Teatr Łaźnia Nowa, E01: Don’t mess with Jesus, premiera 19 marca 2014 r.; Teatr Łaźnia Nowa, E02: Lekcja religii, premiera 22 maja 2014 r.; Teatr IMKA, E03: Sabat dobrego domu, premiera 28 czerwca 2014 r.
- Kopenhaga, tekst Michael Frayn „Copenhagen”, reżyseria Waldemar Krzystek; Teatr IMKA, premiera 6 czerwca 2012 r.
- Król dramatu, tekst Marek Modzelewski, adaptacja i reżyseria Łukasz Kos; Teatr IMKA, premiera: 18 maja 2012 r.
- Kwartet, tekst Bogusław Schaeffer, scenariusz i reżyseria Mikołaj Grabowski; Teatr IMKA, 24 lipca 2010 r.
- Lubiewo: Ciotowski Bicz, według powieści Michała Witkowskiego, reżyseria Piotr Sieklucki; koprodukcja Teatru IMKA z Teatrem Nowym w Krakowie; Teatr Nowy, premiera 21 czerwca 2013 r.; Teatr IMKA, premiera 22 czerwca 2013 r.
- Maciej Korbowa i Bellatrix, według dramatu Stanisława Ignacego Witkiewicza, reżyseria Krystian Lupa; koprodukcja Teatru IMKA z Teatrem Łaźnia Nowa z Krakowa; Teatr Łaźnia Nowa, premiera 28 kwietnia 2015 r.; Teatr IMKA, premiera 8 czerwca 2015 r.
- Momotaro, scenariusz i reżyseria Tomasz Karolak i Jakub Przebindowski; Teatr IMKA, premiera 14 lutego 2015 r.
- Operetka, na podstawie „Operetki” Witolda Gombrowicza, reżyseria, scenografia i opracowanie tekstu Mikołaj Grabowski; Teatr IMKA, premiera 5 kwietnia 2014 r.
- O północy przybyłem do Widawy, czyli opis obyczajów III, scenariusz, reżyseria i scenografia Mikołaj Grabowski; Rzeczyca, premiera 19 marca 2010 r.; XII Ogólnopolski Festiwal Sztuki Reżyserskiej INTERPRETACJE w Katowicach, premiera 21 marca 2010 r.; Teatr IMKA, premiera 28 marca 2010 r.
- Remember this: walking with Jan Karski – spektakl dedykowany Janowi Karskiemu; reżyseria Derek Goldman; scenariusz Derek Goldman i Clark Young; Teatr IMKA we współpracy z Fundacją Edukacyjną Jana Karskiego w Warszawie, Laboratory for Global Performance and Politics przy Uniwersytecie Georgetown w Waszyngtonie oraz StreetSign Center for Literature and Performance, Chapel Hill, North Carolina; Teatr IMKA, premiera 29, 30 października 2014 r.
- Sprzedawcy gumek, tekst Hanoch Levin „Socharej gumi”, reżyseria Artur Tyszkiewicz; Teatr IMKA, premiera: 25 czerwca 2010 r.
- Twoje pocałunki Mołotowa, tekst Gustavo Ott „Tu Ternura Molotov”, reżyseria Wojciech Błach, Teatr IMKA, premiera 11 stycznia 2014 r.
- Warszawa – Grabiny 6:12, na podstawie powieści „Bocian i Lola” Mirosława Nahacza, reżyseria Piotr Ratajczak; Teatr IMKA, premiera: 6 kwietnia 2012 r.
- Wodzirej, spektakl inspirowany scenariuszem Feliksa Falka, reżyseria Remigiusz Brzyk; Teatr IMKA, premiera 19 marca 2011 r.

Źródło:.

## Spektakle w ramach festiwaluPolska w Imce

### I edycja – 2013
- O Dobru, Teatr Dramatyczny im. J. Szaniawskiego w Wałbrzychu; tekst Paweł Demirski; reżyseria Monika Strzępka
- Lubiewo, Teatr Nowy w Krakowie; według powieści Michała Witkowskiego; reżyseria Piotr Sieklucki
- Popiełuszko, Teatr Polski im. H. Konieczki w Bydgoszczy; tekst Małgorzata Sikorska-Miszczuk; reżyseria Paweł Łysak
- Bracia i siostry, Teatr Dramatyczny im. J. Kochanowskiego w Opolu; reżyseria Maja Kleczewska; scenariusz sceniczny Maja Kleczewska i Łukasz Chotkowski
- Courtney Love, Teatr Polski we Wrocławiu; tekst Paweł Demirski; reżyseria Monika Strzępka
- Ziemia obiecana, Teatr Polski we Wrocławiu; według powieści Władysława Stanisława Reymonta; adaptacja Jan Klata, Sebastian Majewski; reżyseria i opracowanie muzyczne Jan Klata
- Kobieta z przeszłości, Bałtycki Teatr Dramatyczny im. Juliusza Słowackiego w Koszalinie; tekst Roland Schimmelpfennig; tłumaczenie Karolina Bikont; reżyseria Ewelina Marciniak
- Paw królowej, Narodowy Stary Teatr w Krakowie; według powieści Doroty Masłowskiej; reżyseria Paweł Świątek
- Iluzje, Narodowy Stary Teatr w Krakowie; reżyseria Iwan Wyrypajew[23]

### II edycja – 2014
- Bitwa warszawska 1920, Narodowy Stary Teatr w Krakowie; tekst Paweł Demirski; reżyseria Monika Strzępka
- Pływalnia, Państwowa Wyższa Szkoła Teatralna im. Ludwika Solskiego w Krakowie; według „Kręgu Personalnego 3:1” Larsa Noréna; reżyseria/opieka pedagogiczna Krystian Lupa
- Był sobie Polak, Polak, Polak i Diabeł, Teatr im. Juliusza Osterwy w Lublinie; tekst Paweł Demirski; reżyseria i scenografia Remigiusz Brzyk
- Smutki Tropików, Teatr Łaźnia Nowa w Krakowie; reżyseria Paweł Świątek
- Rodzeństwo, Narodowy Stary Teatr w Krakowie; według Thomasa Bernharda; reżyseria Krystian Lupa
- Jan Peszek. Podwójne solo, „Scenariusz dla nieistniejącego, lecz możliwego aktora instrumentalnego” według Bogusława Schaeffera, reżyseria Jan Peszek; „Dośpiewanie. Autobiografia”, reżyseria Cezarego Tomaszewskiego
- Caryca Katarzyna, Teatr im. Stefana Żeromskiego w Kielcach; reżyseria Wiktor Rubin[23]

### III edycja – 2015
- Iwona, księżniczka Burgunda, Teatr im. Jana Kochanowskiego w Opolu; tekst Witold Gombrowicz; reżyseria i scenografia Krzysztof Garbaczewski
- Antygona w Nowym Jorku, Narodowy Teatr Dramatyczny im. Tarasa Szewczenki w Charkowie; według Janusza Głowackiego; reżyseria Andrzej Szczytko
- Joplin, Teatr Muzyczny Capitol we Wrocławiu; na podstawie „Żywcem pogrzebana”, „Krąg Personalny 3:1” oraz „Zabriskie Point” w reżyserii Michelangelo Antonioniego; scenariusz i reżyseria Tomasz Gawron
- Wesele, Państwowa Wyższa Szkoła Teatralna im. Ludwika Solskiego w Krakowie; filia we Wrocławiu; tekst Stanisława Wyspiańskiego; reżyseria Monika Strzępka
- Dziady, Teatr Nowym im. Tadeusza Łomnickiego w Poznaniu; według Adama Mickiewicza; reżyseria Radosław Rychcik
- Król Ubu, Narodowy Stary Teatr im. Heleny Modrzejewskiej w Krakowie; tekst Alfred Jarry; reżyseria Jan Klata

## Zespół aktorski
Z Teatrem IMKA współpracują: Piotr Adamczyk, Karolina Adamczyk, Dominik Bąk, Klara Bielawka, Iwona Bielska, Krystian Biłko, Wojciech Błach, Magdalena Boczarska, Olga Bołądź, Tomasz Borkowski, Janusz Chabior, Magdalena Cielecka, Michał Czachor, Krzysztof Dracz, Joanna Drozda, Dobromir Dymecki, Zbigniew Dziduch, Jan Frycz, Ewa Gorzelak, Andrzej Grabowski, Magdalena Grąziowska, Oskar Hamerski, Arkadiusz Jakubik, Mariusz Jakus, Marcin Kalisz, Natalia Kalita, Marek Kalita, Anna Kłos-Kleszczewska, Hanna Konarowska, Andrzej Konopka, Cezary Kosiński, Adam Krawczuk, Mateusz Król, Benoit Le Gros, Piotr Żurawski, Małgorzata Maślanka, Olga Mysłowska, Katarzyna Nosowska, Krzysztof Ogłoza, Sebastian Pawlak, Maciej Pesta, Jan Peszek, Aleksandra Pisula, Agnieszka Podsiadlik, Piotr Polak, Jacek Poniedziałek, Urszula Popiel, Aleksandra Popławska, Jakub Przebindowski, Radomir Rospondek, Agnieszka Roszkowska, Wojciech Sikora, Łukasz Simlat, Agnieszka Skrzypczak, Patrycja Soliman, Sandra Staniszewska, Piotr Stramowski Alona Szostak, Paweł Tomaszewski, Robert Wabich, Andrzej Wichrowski, Maciej Wierzbicki, Małgorzata Witkowska, Julia Wyszyńska, Rafał Zawierucha, Anna Paruszyńska, Izabela Warykiewicz, Krzysztof Wieszczek, Barbara Szotek-Stonawski, Joanna Żurawska-Federowicz, Paweł Deląg, Radosław Krzyżowski, Tadeusz Łomnicki, Artur Rzegocki.
Źródło:.

## Reżyserzy
Mikołaj Grabowski, Krystian Lupa, Monika Strzępka, Maja Kleczewska, Michał Siegoczyński, Piotr Sieklucki, Artur Tyszkiewicz, Remigiusz Brzyk, Łukasz Kos, Krzysztof Materna, Tomasz Karolak.

## Nagrody i wyróżnienia
- 2014 – minister kultury i dziedzictwa narodowego prof. Małgorzata Omilanowska odznaczyła Brązowym Medalem „Zasłużony Kulturze Gloria Artis” Dyrektora Artystycznego Teatru IMKA – Tomasza Karolaka[25].
- 2014 – Teatr IMKA otrzymał wyróżnienie w rankingu „Najlepszy, najlepsza, najlepsi w sezonie 2013/2014” miesięcznika „Teatr” w kategoriach: Najlepsza nowa polska sztuka (Robert Bolesto „Ayrton Senna da Silva” w reż. Łukasza Kosa); Najlepsza rola kobieca (Klara Bielawka i Anna Kłos-Kleszczewska w „Klątwie” w reż. Moniki Strzępki); Najlepszy teatr (Teatralny hit – „Klątwę” Strzępki i Demirskiego – wyprodukował duet warszawska IMKA/krakowska Łaźnia Nowa).
- 2014 – „Klątwa” Moniki Strzępki i Pawła Demirskiego otrzymała specjalne wyróżnienie jury Międzynarodowego Festiwalu Boska Komedia 2014 w Krakowie za wirtuozerię zespołu teatralnego – Teatr IMKA w Warszawie oraz w kategoriach: Najlepsza aktorka drugoplanowa (Anna Kłos-Kleszczewska); Najlepszy aktor drugoplanowy (Krzysztof Dracz).
- 2014 – „Klątwa” otrzymała Główną nagrodę aktorską dla Krzysztofa Dracza na Festiwalu Prapremier w Bydgoszczy[26].
- 2014 – Spektakl „Cienie. Eurydyka mówi” otrzymał nagrodę dla najlepszej scenografii dla Katarzyny Borkowskiej na Festiwalu Prapremier w Bydgoszczy[26].
- 2013 – WDECHA Publiczności 2013 dla IMKI za „Polska w IMCE. Niecodzienny Festiwal Teatralny” przyznawana przez Czytelników dodatku kulturalnego „Gazety Wyborczej Stołecznej” – „Co Jest Grane”. Nagroda została przyznana w kategorii Wydarzenie Roku[27].
- 2012 – Teatr IMKA otrzymał Grand Prix X Międzynarodowego Festiwalu Gombrowiczowskiego w Radomiu za spektakl „Dzienniki” w reżyserii Mikołaja Grabowskiego. Międzynarodowe jury przyznało nagrody zespołową oraz dla reżysera.
- 2012 – Mikołaj Grabowski podczas XVI Ogólnopolskiego Festiwalu Komedii TALIA odebrał nagrodę za scenariusz i reżyserię przedstawienia „O północy przybyłem do Widawy, czyli opis obyczajów III”.
- 2011 – „Dzienniki” Gombrowicza nominowane zostały do Feliksów Warszawskich w trzech kategoriach: za reżyserię – Mikołaja Grabowskiego, za najlepszą pierwszoplanową rolę kobiecą – Magdalena Cielecka, za najlepszą pierwszoplanową rolę męską – Piotr Adamczyk[28].
- 2012 – Jury 18. Ogólnopolskiego Konkursu na Wystawienie Polskiej Sztuki Współczesnej przyznało nagrodę za rolę Generała w przedstawieniu „Generał” dla Marka Kality oraz wyróżnienie za reżyserię przedstawienia „Generał” dla Aleksandry Popławskiej i Marka Kality[29].
- 2011 – Teatr IMKA otrzymał Nagrodę Główną 6. Festiwalu Polskich Sztuk Współczesnych R@port za spektakl „Generał” Jarosława Jakubowskiego w reżyserii Aleksandry Popławskiej i Marka Kality[30].
- 2011 – Teatr IMKA otrzymał wyróżnienie w rankingu „Najlepszy, najlepsza, najlepsi w sezonie 2010/2011” miesięcznika „Teatr” w kategoriach: Najlepsza nowa polska sztuka („Generał” Jarosława Jakubowskiego); Najlepsza nowa sztuka obcojęzyczna („Sprzedawcy gumek” Hanocha Levina); Najlepsza adaptacja teatralna („Wodzirej” – Remigiusz Brzyk, Tomasz Śpiewak); Najlepsza scenografia (Katarzyna Adamczyk i Aleksandra Popławska – „Generał”); Najlepsza Muzyka („General” z muzyką Jacka Grudnia, w opracowaniu muzycznym Aleksandry Popławskiej i Janusza Chabiora); Najlepsza rola męska (Marek Kalita w „Generale”; Janusz Chabior w „Sprzedawcach gumek”); Najlepsza rola epizodyczna (Janusz Chabior w „Generale”); Najlepszy teatr[31].
- 2011 – Jury 36. Opolskich Konfrontacji Teatralnych przyznało nagrodę dla zespołu spektaklu „Opis obyczajów III” Teatru IMKA[32].
- 2011 – WDECHA 2011 w kategorii MIEJSCE – Teatr IMKA[33].